# Прозрачное
Прозра́чное (до 1948 года Тереклы́-Аба́ш; укр. Прозрачне, крымскотат. Terekli Abaş, Терекли Абаш) — село в Джанкойском районе Крыма (согласно административно-территориальному делению Украины — в Стальненском сельском совете Автономной Республики Крым, согласно административно-территориальному делению России — в Стальненском сельском поселении Республики Крым).

## Население
| 2001 | 2014 |
| ---- | ---- |
| 7    | ↘0   |

### Динамика численности
| - 1805 год — 63 чел. - 1864 год — 19 чел. - 1886 год — 121 чел. - 1889 год — 163 чел. - 1892 год — 133 чел. | - 1900 год — 262 чел. - 1915 год — 88/9 чел. - 1926 год — 169 чел. - 2001 год — 7 чел. - 2014 год — 0 чел. |

## Современное состояние
На 2017 год в Прозрачном улиц и переулков не числится;

## География
Прозрачное — крохотное село на северо-востоке района, в Крымской степи, на берегу одного из осыхающих заливов Сиваша, высота центра села над уровнем моря — 10 м, что, возможно, неверно, так как находится на самом берегу. Ближайшие сёла: Родное в 6 км и Многоводное в 7,5 км — оба на юго-запад. Расстояние до райцентра — около 26 километров (по шоссе), там же ближайшая железнодорожная станция. Транспортное сообщение осуществляется по региональной автодороге 35Н-154 Многоводное — Прозрачное (по украинской классификации — С-0-10430).

## История
Первое документальное упоминание села встречается в Камеральном Описании Крыма… 1784 года, судя по которому, в последний период Крымского ханства Дирекли Абаш входил в Таманский кадылык Карасубазар ского каймаканства. После присоединения Крыма к России (8) 19 апреля 1783 года, (8) 19 февраля 1784 года, именным указом Екатерины II сенату, на территории бывшего Крымского Ханства была образована Таврическая область и деревня была приписана к Перекопскому уезду. После Павловских реформ, с 1796 по 1802 год, входила в Перекопский уезд Новороссийской губернии. По новому административному делению, после создания 8 (20) октября 1802 года Таврической губернии, Тереклы-Абаш был включён в состав Таганашминской волости Перекопского уезда.
По Ведомости о всех селениях в Перекопском уезде состоящих с показанием в которой волости сколько числом дворов и душ… от 21 октября 1805 года, в деревне Терекли-Абаш числилось 13 дворов и 63 жителя крымских татар. На военно-топографической карте генерал-майора Мухина 1817 года деревня Дереклыабаш обозначена с 17 дворами. После реформы волостного деления 1829 года Терекли Абаш, согласно «Ведомости о казённых волостях Таврической губернии 1829 года», отнесли к Башкирицкой волости (переименованной из Таганашминской). На карте 1836 года в деревне 17 дворов. Затем, видимо, вследствие эмиграции крымских татар в Турцию, деревня заметно опустела и на карте 1842 года Тереклы-Абаш обозначена условным знаком «малая деревня», то есть, менее 5 дворов.
В 1860-х годах, после земской реформы Александра II, деревню включили в состав Владиславской волости того же уезда. В «Списке населённых мест Таврической губернии по сведениям 1864 года», составленном по результатам VIII ревизии 1864 года, Тереклы-Абаш — владельческая татарская деревня с 7 дворами и 19 жителями при колодцах. Согласно «Памятной книжке Таврической губернии за 1867 год», деревня была покинута жителями в 1860—1864 годах, в результате эмиграции крымских татар, особенно массовой после Крымской войны 1853—1856 годов, в Турцию и оставалась в развалинах, но Тереклы-Абаш обозначался, как на трехверстовой карте Шуберта 1865 года, так и на карте, с корректурой 1876 года, где в деревне Тереклы Абаш отмечены 14 дворов. На 1886 год в деревне, согласно справочнику «Волости и важнѣйшія селенія Европейской Россіи», проживал 121 человек в 26 домохозяйствах, действовала мечеть. К 1886 году Владиславская волость была упразднена и в «Памятной книге Таврической губернии 1889 года» по результатам Х ревизии 1887 года записан Тереклы-Абаш Байгончекской волости с 36 дворами и 163 жителями.
После земской реформы 1890 года Тереклы-Абаш отнесли к Ак-Шеихской волости.
Согласно «…Памятной книжке Таврической губернии на 1892 год», в деревне, составлявшей Тереклы-Абашское сельское общество, было 133 жителя в 28 домохозяйствах. По «…Памятной книжке Таврической губернии на 1900 год» в Тереклы-Абаше числилось 262 жителя в 47 дворах. В 1912 году в деревне было начато строительство нового здания мектеба. По Статистическому справочнику Таврической губернии. Ч.II-я. Статистический очерк, выпуск пятый Перекопский уезд, 1915 год, в деревне Тереклы-Абаш Ак-Шеихской волости Перекопского уезда числилось 35 дворов (все дворы с землёй) с татарским населением в количестве 88 человек приписных жителей и 9 — «посторонних», из которых 55 мужчин и 42 женщины. Жители владели 1006 десятинами удобной земли. В хозяйствах имелось 141 лошадь, 7 волов, 40 коров и 134 головы мелкого скота.
После установления в Крыму Советской власти, по постановлению Крымревкома от 8 января 1921 года № 206 «Об изменении административных границ» была упразднена волостная система и в составе Джанкойского уезда был создан Джанкойский район. В 1922 году уезды преобразовали в округа. 11 октября 1923 года, согласно постановлению ВЦИК, в административное деление Крымской АССР были внесены изменения, в результате которых округа были ликвидированы, основной административной единицей стал Джанкойский район и село включили в его состав. Согласно Списку населённых пунктов Крымской АССР по Всесоюзной переписи 17 декабря 1926 года, в селе Тереклы-Абаш, Тюп-Кенегезского сельсовета Джанкойского района, числилось 37 дворов, из них 35 крестьянских, население составляло 169 человек, из них 156 татар, 10 русских, 3 записаны в графе «прочие», действовала татарская школа. После образования в 1935 году Колайского района (переименованного указом ВС РСФСР № 621/6 от 14 декабря 1944 года в Азовский) село включили в его состав.
В 1944 году, после освобождения Крыма от нацистов, согласно
Постановлению ГКО № 5859 от 11 мая 1944 года, 18 мая крымские татары были депортированы в Среднюю Азию. 12 августа 1944 года было принято постановление № ГОКО-6372с «О переселении колхозников в районы Крыма» и в сентябре 1944 года в район приехали первые новоселы (162 семьи) из Житомирской области, а в начале 1950-х годов последовала вторая волна переселенцев из различных областей Украины. С 25 июня 1946 года Тереклы-Абаш в составе Крымской области РСФСР. Указом Президиума Верховного Совета РСФСР от 18 мая 1948 года, Тереклы-Абаш переименовали в Прозрачное. 26 апреля 1954 года Крымская область была передана из состава РСФСР в состав УССР. На 15 июня 1960 года Прозрачное в составе Просторненского сельсовета.
Указом Президиума Верховного Совета УССР «Об укрупнении сельских районов Крымской области», от 30 декабря 1962 года Азовский район был упразднён и село присоединили к Джанкойскому. С 8 февраля 1973 года — в составе Стальненского сельсовета. С 12 февраля 1991 года село в восстановленной Крымской АССР, 26 февраля 1992 года переименованной в Автономную Республику Крым.